# Cancelliere federale (Confederazione Tedesca del Nord)

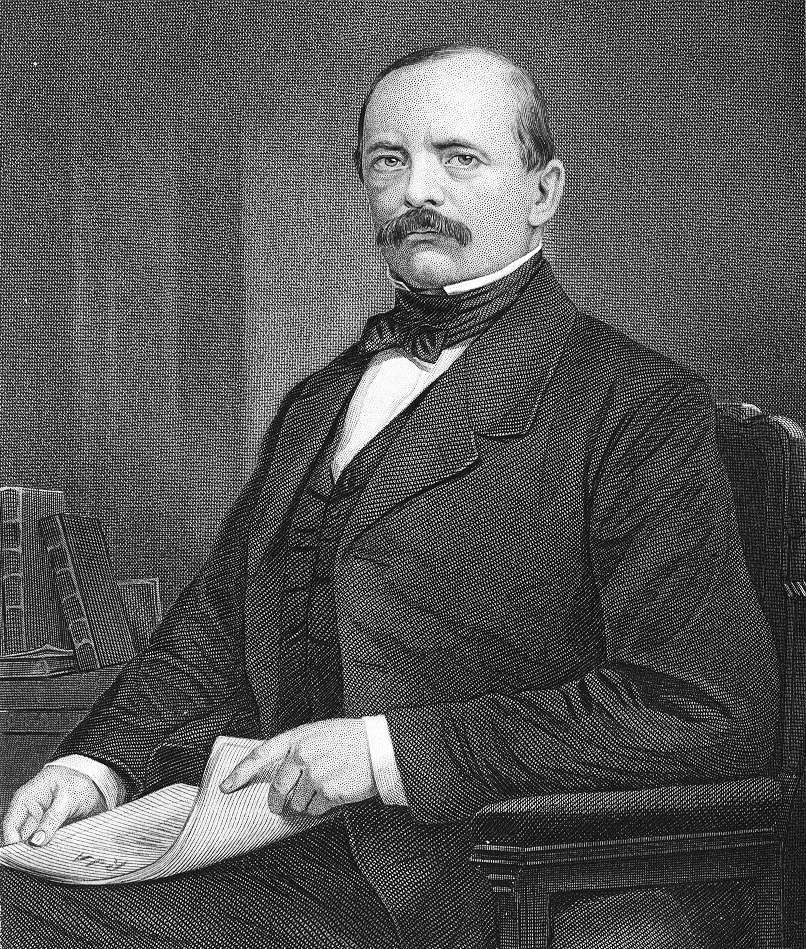
Otto von Bismarck

La carica di cancelliere federale (in tedesco: Bundeskanzler) della Confederazione Tedesca del Nord venne istituita il 1º luglio 1867 e cessò di esistere il 18 gennaio 1871. L'unico titolare fu Otto von Bismarck.
Con la proclamazione di Guglielmo a imperatore tedesco il 18 gennaio, la Confederazione concluse la sua esistenza, ma non ancora ufficialmente, dovendo la costituzione dell'Impero tedesco ancora essere scritta. Così Bismarck rimase cancelliere federale sino al 16 gennaio 1871.
Il cancelliere era nominato dal presidente della Confederazione, carica riservata al re di Prussia, e dirigeva il ramo esecutivo. Le caratteristiche e i poteri della carica erano simili a quelli del cancelliere dell'Impero tedesco.